# Nuova cronologia

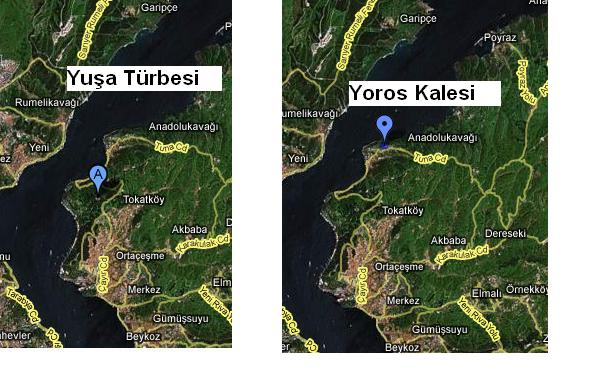
La nuova cronologia sostiene che il Calvario (Yuşâ Tepesi) evangelico e la Gerusalemme (Yoros Kalesi) evangelica si trovino in Turchia

La nuova cronologia è una teoria pseudostorica, elaborata da Anatolij Timofeevič Fomenko, che si pone l'obiettivo di riscrivere l'intera cronologia della storia mondiale, basandosi sull'ipotesi che quella che conosciamo oggi sia fondamentalmente sbagliata.
Le idee della nuova cronologia sono una continuazione diretta delle idee iniziali di Nikolaj Aleksandrovič Morozov. La nuova cronologia è associata comunemente con il nome di Fomenko, anche se è, in effetti, il risultato di una collaborazione di Fomenko con parecchi altri matematici russi, tra i quali Gleb Vladimirovič Nosovskij.
La nuova cronologia è radicalmente più breve della cronologia convenzionale, perché tutta la storia dell'Antico Egitto, quella della Grecia antica e la storia romana vengono comprese nel Medioevo, e l'Alto medioevo viene eliminato. Secondo Fomenko, la storia dell'umanità risale solo fino all'anno 800: a suo dire, non avremmo quasi informazioni sugli eventi fra l'800 ed il 1000, e la maggior parte degli eventi storici che conosciamo sarebbero avvenuti tra il 1000 ed il 1500.
Questa teoria è rifiutata dal mondo accademico ed è ritenuta in contrasto con tutte le tecniche di datazione assoluta e relativa. Sebbene qualcuno abbia provato a rivisitare le cronologie riviste dell'antichità classica e della storia biblica che ne accorciano effettivamente la durata eliminando varie epoche oscure, nessuna di queste revisioni è tanto radicale quanto quella di Fomenko. Gli eventi che si assume tradizionalmente siano avvenuti prima dell'1 d.C. sono comunque considerati come avvenuti migliaia di anni fa, non centinaia come nella visione di Fomenko.

## Storia
L'idea di cronologie differenti dalla cronologia convenzionale può essere riportata almeno ai primi del XVII secolo. Jean Hardouin suggerì che molti degli antichi documenti storici fossero molto più recenti di quanto comunemente ritenuto. Nel 1685 pubblicò una versione della Naturalis historia di Plinio il Vecchio nella quale asseriva che molti tra i testi greci e romani erano stati falsificati dai monaci benedettini. Quando più tardi gli fu richiesto di argomentare queste teorie, Hardouin asserì che avrebbe rivelato le ragioni dei monaci in una lettera che sarebbe stata resa pubblica solo dopo la sua morte. L'esecutore del testamento fu incapace di trovare tale documento tra le carte di Hardouin.
Nel XVIII secolo Isaac Newton, esaminando la cronologia comunemente accettata di Grecia antica, Antico Egitto ed antico Medio Oriente, espresse il proprio disaccordo con le teorie prevalenti e ne propose un'alternativa, la quale, basandosi sulle Argonautiche di Apollonio Rodio, cambiò la datazione tradizionale della spedizione degli Argonauti, della guerra di Troia e della fondazione di Roma.
Nel 1887 Edwin Johnson disse che la storia delle prime comunità cristiane era stata in gran parte inventata o corrotta nel II e III secolo.
Nel 1909 Otto Rank evidenziò le varie duplicazioni nella storia letteraria di una varietà di culture:
...quasi tutte le genti civilizzate hanno tessuto miti e glorificato con la poesia i propri eroi, re mitici e principi, fondatori di religioni, di dinastie, di imperi e città - in breve, i loro eroi nazionali. Specialmente la storia della loro nascita e dei loro primi anni di vita è guarnita con tratti fantastici; la sorprendente similitudine, anzi l'identità letteraria, di queste storie, anche se si riferiscono a diversi popoli, completamente indipendenti, alcune volte geograficamente lontani uno dall'altro, è ben risaputa ed ha colpito più di uno studioso.
Nel 1939 Sigmund Freud provò a ricostruire la storia biblica in relazione al suo contributo dato alla psicologia sociale.
Nikolaj Aleksandrovič Morozov descrisse una correlazione tra le dinastie dei re del vecchio testamento e gli imperatori romani e suggerì che l'intera cronologia prima del I secolo fosse sbagliata.
Fomenko si interessò nelle Teorie problematiche di Nikolaj Morozov durante il 1973. Nel 1980 assieme ad alcuni colleghi del dipartimento di matematica dell'Università statale di Mosca, pubblicò alcuni articoli sui "nuovi metodi matematici nella storia" in riviste dedicate. Gli articoli suscitarono molte controversie e Fomenko non convinse gli storici. Nei primi del 1990, Fomenko smise di scrivere articoli su riviste storiche e iniziò a pubblicare libri.
Nel 2005 ampliò la sua teoria, che adesso riguarda tutto il Vecchio Mondo, dall'Inghilterra all'Irlanda, alla Cina.

## Le affermazioni di Fomenko

### Riassunto generale
Fomenko afferma:
1. che differenti versioni degli stessi eventi storici sono spesso contestualizzate con diverse date e collocazioni geografiche, da parte di storici e traduttori, il che avrebbe creato una serie di "copie fantasma" multiple di questi eventi. Tali copie, a causa delle diverse date riportate, sono così fatte risultare distanziate da periodi lunghi secoli o addirittura millenni, mentre secondo la teoria l'evento descritto è invece uno solo, e successive alterazioni di nomi e date hanno portato alla creazione delle copie;
2. che tutti questi eventi, reali e fittizi, finiscono incorporati nella cronologia tradizionale;
3. che, come conseguenza, la cronologia presa universalmente come corretta è in realtà sbagliata e ripete eventi principalmente dal 900 in avanti;
4. che questa cronologia è stata essenzialmente inventata nel sedicesimo secolo e nel diciassettesimo secolo;
5. che la datazione archeologica, la datazione dendrocronologica, la datazione paleografica, la datazione al Carbonio 14, ed altri metodi di datazione di fonti antiche ed artefatti conosciuti al giorno d'oggi sono erronee, non esatte o usano sistemi di riferimento temporale dipendenti dalla cronologia tradizionale;
6. che non c'è un singolo documento esistente che possa essere verosimilmente datato a prima dell'XI secolo;
7. che l'Antica Roma, l'Antica Grecia e l'Antico Egitto sono stati creati durante il Rinascimento dagli umanisti e dal clero;
8. che l'Antico Testamento è probabilmente un resoconto di eventi accaduti nel Medioevo, e che il Nuovo Testamento è in realtà più vecchio dell'Antico Testamento;
9. che la cronologia correntemente accettata ha molte incoerenze, ma queste sono generalmente ignorate passandoci oltre, dando la percezione che non ci siano problemi;
10. che gli oroscopi egiziani evidenziano periodi dal 1000 fino al 1700 al più tardi, ma non prima;
11. che il Libro della Rivelazione o Apocalisse di Giovanni che noi conosciamo, contiene un oroscopo che risale al 25 settembre - 10 ottobre 1486, compilato dal filosofo, umanista e ebraista Johannes Reuchlin;
12. che gli oroscopi contenuti sulle tavolette sumere/babilonesi hanno una ricorrenza di 30-50 anni sulla linea temporale e che quindi sono inutili per la datazione;
13. che le tavolette delle eclissi cinesi sono inutili per la datazione poiché riportano troppe eclissi che invece non si sono mai verificate;
14. che le statue antiche greche e romane, dalla così perfetta rappresentazione anatomica, sono in realtà dei falsi rinascimentali.

### Descrizione approfondita

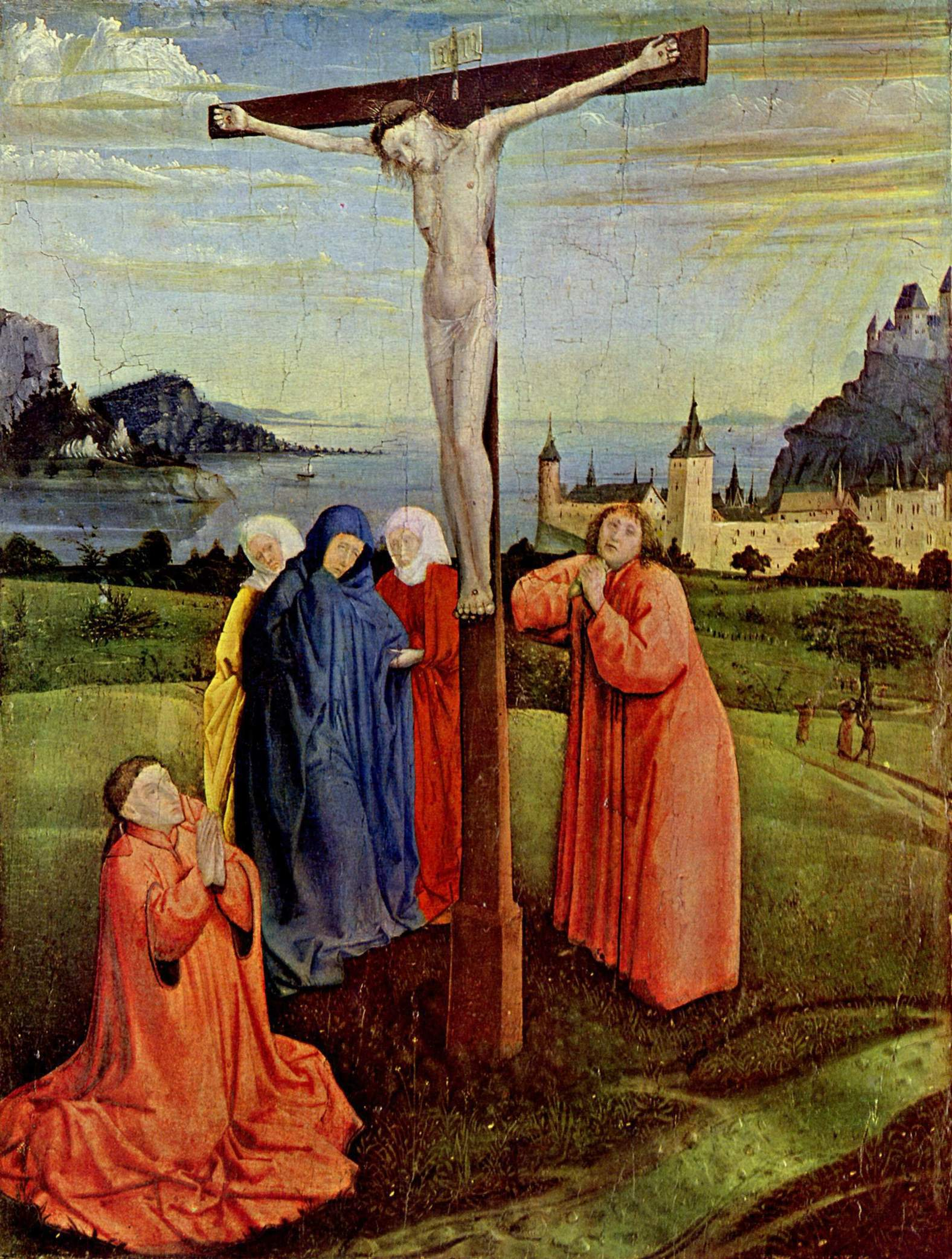
"Kreuzigung" (Konrad Witz, 1444)

La teoria di Anatolij Fomenko vuole che la cronologia tradizionale consista in realtà di quattro copie della "vera" cronologia (ossia ciò che secondo questa teoria è veramente accaduto) che si sovrappongono, spostate indietro nel tempo di intervalli significativi (da 300 a 2000 anni), con alcune revisioni. Tutti gli eventi e personaggi convenzionalmente datati prima dell'XI secolo o sono fittizi, o più comunemente rappresentano "immagini riflesse fantasma" di eventi e personaggi medievali, trasportati da errori intenzionali o errate datazioni accidentali di documenti storici. Prima dell'invenzione della stampa, resoconti degli stessi eventi da differenti testimoni erano ripetuti talvolta centinaia di volte prima di essere riportati su scritti, poi spesso attraversavano molti processi di traduzione, rifacimenti, ecc.; i nomi erano tradotti, pronunciati non correttamente o graficamente errati, fino al punto da sembrare simili all'originale solo di poco. Secondo la teoria di Fomenko, questo ha portato i primi studiosi di cronologia a credere o a scegliere di credere che questi resoconti si riferissero a diversi eventi, anche a diverse nazioni e a diversi periodi. Fomenko giustifica questo approccio con il fatto che, in molti casi, i documenti originali sono semplicemente non più reperibili: la maggior parte della storia del mondo antico è conosciuta da noi tramite manoscritti che sono datati convenzionalmente secoli, se non millenni, dopo l'evento che riportano.
Per esempio Fomenko asserisce che il Gesù storico sia un'immagine della stessa persona del profeta Eliseo (850-800 a.C.), così come gli corrispondono anche papa Gregorio VII (1020?-1085), San Basilio Magno di Cesarea (330-379), e anche Li Yuanhao (anche conosciuto come l'Imperatore Jingzong o "figlio del cielo" - imperatore dello Xia Occidentale, che regnò nel 1032-1048), e l'imperatore bizantino Andronico I Comneno.
Inoltre Giovanni Battista battezzò Gesù, qualcuno di nome Massimo battezzò San Basilio Magno, il profeta Elia fu il predecessore di Eliseo, e Giovanni Crescenzio fu in qualche modo il predecessore di Gregorio VII; di conseguenza, secondo il ragionamento di Fomenko, sono tutte immagini riflesse della stessa persona. Fomenko spiega la grande differenza nella biografia di queste figure come il risultato di differenza di linguaggio, punti di vista e distanza temporale tra gli autori di questi avvenimenti ed il lavoro dei biografi.
La confusione delle biografie delle persone sopramenzionate richiede anche la confusione di città, perché la storia convenzionale le posiziona attraverso l'intero mondo antico, da Gerusalemme a Roma. Fomenko identifica tutte queste città come: "Nuova Roma" = Yoros = Gerusalemme (≈periodi dal 1000 fino al 1261) = Troia.  A sud dal castello Yoros c'è Collina Yuşa (che secondo la teoria corrisponderebbe al Golgota).
Il biblico Tempio di Salomone non fu completamente distrutto, dice Fomenko, ed è ancora conosciuto a noi come l'Hagia Sophia a Costantinopoli - Gerusalemme (≈periodi dal 1261 fino al 1600). Il Gesù storico sarebbe nato nel 1152 e crocefisso attorno al 1185 su un colle che sovrastava il Bosforo.
La città comunemente nota come Gerusalemme era conosciuta prima del XVII secolo come il non meglio identificato villaggio palestinese di Al-Quds.
D'altra parte, secondo Fomenko, la parola "Roma" può intendere una serie di differenti città e regni. La "prima Roma" o "Antica Roma" o "Mizraim" è un antico regno Egiziano nel delta del Nilo, con la sua capitale in Alessandria d'Egitto. La seconda e più famosa "Nuova Roma" è Costantinopoli. La Roma italiana è almeno la terza nella lista delle città conosciute come "Roma": essa si presume essere fondata attorno al 1380 d.C. da Enea. Similmente, la parola "Gerusalemme" è un concetto, più che un luogo fisico, e può riferirsi a diverse città in diversi tempi.
Il parallelismo tra Giovanni Battista, Gesù ed i profeti dell'Antico Testamento implica che il Nuovo Testamento sia stato scritto prima del Antico Testamento. Fomenko crede che la Bibbia sia stata stilata fino al Concilio di Trento (1545-1563), quando fu stabilita la lista dei libri canonici, e tutti i libri apocrifi vennero distrutti.
Come altro esempio, secondo Fomenko, Platone, Plotino e Giorgio Gemisto Pletone sono un'unica persona - secondo lui, alcuni testi scritti da Pletone o riguardanti Pletone sono stati affetti da una datazione errata e sono creduti oggi essere di Plotino o di Platone.

## I metodi di Fomenko

### Correlazione statistica dei testi
Uno dei metodi più semplici usati da Fomenko è la correlazione statistica dei testi. Il suo punto di partenza è che un testo che descrive una sequenza di eventi dedicherà più spazio ad eventi importanti (per esempio, un periodo di guerra o una rivolta avranno più spazio di un periodo di pace, o di anni senza eventi particolari), e che questa irregolarità rimarrà visibile in altre descrizioni dell'evento. Per ogni testo analizzato, è sviluppata una funzione matematica che mappa ogni anno menzionato nel testo con il numero di pagine (o righe, o lettere) dedicate nel testo alla sua descrizione, che potrebbe anche essere zero, se ad esempio nel confronto tra due testi l'avvenimento è descritto in un testo e nell'altro no. Le funzioni di due testi sono poi confrontate tra di loro.
Per esempio Fomenko compara la storia contemporanea di Roma scritta da Tito Livio con la moderna Storia di Roma scritta dallo storico russo Vladimir Sergeyevič Sergeyev, calcolando che entrambe hanno un'alta correlazione, poiché descrivono lo stesso periodo di storia, non creando alcuna disputa. Compara anche testi moderni che descrivono periodi differenti, e calcola una bassa correlazione come ci si aspetta. Tuttavia, quando compara, per esempio, la storia antica di Roma e la storia medievale di Roma, ottiene un'alta correlazione e conclude che la storia antica di Roma è solo una copia della storia medievale di Roma, il che stride con la concezione storica comune.

### La correlazione statistica delle dinastie
Con un metodo praticamente simile, Fomenko compara due dinastie di governanti usando i metodi statistici. Fomenko crea dapprima un database di governanti, che contiene informazioni rilevanti su ciascuno di essi; in seguito, crea dei codici di mappatura per ciascuna coppia di governanti, che contiene un numero che descrive la percentuale di similitudine tra i due. Per esempio, uno dei fattori discriminanti è il modo in cui è avvenuta la morte: se due governanti sono stati entrambi avvelenati, essi guadagnano un valore di +1 nella voce "modi di morte"; se un governatore è stato avvelenato e l'altro ucciso in combattimento, la funzione di similitudine ottiene un valore di -1; se uno è stato avvelenato e l'altro morto di malattia, essi ottengono un valore 0 (c'è la possibilità che gli estensori delle cronache non siano stati imparziali e che le differenti descrizioni descrivano comunque la stessa persona). Una proprietà importante è la lunghezza del periodo di governo.
Fomenko abbina coppie di dinastie apparentemente scollegate - per esempio, le dinastie dei Re dell'Antico Israele e gli imperatori del tardo Impero Romano d'Occidente (300 - 476 d.C.) - ed afferma che il suo metodo dimostra correlazioni tra i loro regni. I grafici che mostrano solo la lunghezza del periodo di governo nelle due dinastie sono i più ampiamente conosciuti, tuttavia le conclusioni di Fomenko si basano anche su altri parametri, come descritto prima. Afferma anche che la storia dei regni tra il XVI secolo ed il XX secolo non mostra alcuna relazione con tutti gli altri "flussi dinastici", quindi Fomenko insiste che la storia è stata moltiplicata ed adattata, fino a costruire una sorta di antichità immaginaria, per giustificare queste o altre pretese "regali".

### Presunta evidenza astronomica
Fomenko esamina eventi astronomici descritti in testi antichi e suggerisce che la cronologia sia medievale. Ad esempio:
- Associa la Stella di Betlemme con la supernova del 1140 d.C. (±20) e l'eclissi di sole avvenuta durante la crocifissione di Gesù con l'eclissi totale di sole del 1170 d.C.(±20). Entrambe le coppie di eventi presentano la stessa sequenza di base (prima l'apparizione della stella, poi l'eclissi), e la distanza temporale in entrambi i casi è la stessa (32 anni, l'età approssimativa di Gesù al momento della morte): si tratta di un'eventualità abbastanza rara, e per Fomenko non si tratta di una coincidenza, ma di una prova della veridicità della sua teoria.
- Afferma che il catalogo stellare nell'Almagesto, attribuito all'astronomo Claudio Tolomeo, fu in realtà redatto tra il 600 ed il 1300 d.C.
- Ritocca e completa alcune analisi di Nikolaj Morozov su oroscopi antichi, soprattutto il cosiddetto Zodiaco di Dendera, due oroscopi tracciati sul pavimento del tempio di Hathor, e giunge alla conclusione che si riferiscano ai secoli XI e XIII d.C. La storia tradizionale li interpreta come riferiti al I secolo a.C. o suggerisce che non siano da correlare a nessuna data in particolare.
- Nella sua analisi finale su una triade di eclissi descritta da Tucidide nella Guerra del Peloponneso, Fomenko data le eclissi al 1039, 1046 e 1057. Per via della struttura stratificata del manoscritto conclude che Tucidide abbia vissuto in epoca medievale e descrivendo la guerra fra Spartani e Ateniesi abbia in realtà descritto il conflitto fra il Regno di Navarra e i Catalani avvenuto in Grecia fra il 1374 e il 1387.

### Il rifiuto dei moderni metodi di datazione
La dendrocronologia è rifiutata sulla base che, quando viene usata per datare oggetti più vecchi dei più antichi alberi esistenti, risulta essere non un metodo assoluto di datazione, ma un metodo relativo, e per questo è dipendente dalla datazione tradizionale; Fomenko mira ad interrompere la verificabilità della scala dendrocronologica attorno all'anno 1000 d.C.
Fomenko cita anche un numero di casi di datazione al carbonio-14 che portava a false datazioni di oggetti risalenti a periodi invece accertati, prima della calibrazione con la scala cronologica. Cita anche la strana cooperazione tra fisici ed archeologi nell'ottenere le date, poiché la maggior parte di laboratori di datazione accetta solo campioni con una data già stimata da storici o archeologi. Fomenko asserisce anche che la datazione al Carbonio 14 su un campo che va dall'anno 0 al 2000 d.C. manca di accuratezza perché ha troppi possibili errori che sono o volutamente nascosti o semplicemente ignorati, e che la calibrazione è compiuta con un numero statisticamente insignificante di campioni.
Di conseguenza Fomenko conclude che la datazione al carbonio-14 non è abbastanza accurata per essere usata con un elevato margine di precisione.
Fomenko sostiene che quando non smaccatamente false, le monete greche, romane e persiane sono di origine medievale, e la loro abbondanza è dovuta alla capillare diffusione del diritto di conio tipica del feudalesimo. La datazione numismatica sarebbe sia soggettiva che circolare come quella basata sulla cronologia tradizionale.
Concorda coi metodi di datazione assoluta per le tavolette di argilla o le monete, come la termoluminescenza, la luminescenza ottica e i metodi archeomagnetici o metallografici, ma sottolinea che la loro precisione sia insufficiente per tracciare punti fermi nell'arco del tempo.
Fomenko condanna nel complesso la pratica archeologica comune di sottoporre alla datazione campioni accompagnati da stime sull'età, sostenendo che la concordanza fra metodi di datazione di per sé incerti non prova nulla, anzi, si riduce a una profezia che si auto-avvera: anche se la somma S delle probabilità di veridicità di un evento prodotta da N metodi di datazione è superiore a 1, ciò non significa che l'evento sia avvenuto con il 100% di probabilità.

## Critiche
Fomenko non tiene assolutamente conto di resti archeologici quali opere d'arte, strade, templi o persino città: li considera dei falsi, o dei soggetti geografici non corrispondenti con quelli storici.
Non si tiene nemmeno conto dell'immensa mole di documenti e dei riscontri che hanno le antiche cronache con la realtà (ad esempio Pompei o le corrispondenze linguistiche dovute a migrazioni o conquiste). 
Fomenko fornisce anche una datazione alternativa per la nascita della Pompei romana, fornendo come "prova" il fatto che il canale Conte di Sarno, risalente al Regno di Napoli, si integra bene con la città antica: egli conclude quindi che canale e città siano stati costruiti nello stesso periodo, e che l'eruzione del 79 d.C. riportata nei documenti antichi sia una copia fantasma di quella del 1631. In realtà, fu proprio durante la costruzione del canale che si ritrovarono le prime tracce della Pompei sepolta, per cui il relativo percorso fu riadattato in modo da non danneggiare gli scavi, ed è questa la vera causa del fatto che il canale vi è così ben integrato, non il fatto che canale e città antica fossero stati costruiti nello stesso periodo.
Sebbene Fomenko sia abbastanza rispettato come matematico, le sue teorie storiche sono state universalmente rifiutate dagli studiosi, che le definiscono pseudostoria. I critici gli rimproverano di scegliere solo i fatti e le fonti convenienti per la propria teoria e di ignorare il resto.
Fomenko è stato anche accusato dai critici di alterare i dati per farli corrispondere meglio alla propria teoria, e di eliminare dall'analisi i dati statistici che non la seguono, o di ritenerli conseguenza del fatto che alcuni cronisti sarebbero stati imprecisi o poco obiettivi, violando così uno dei fondamenti della statistica, secondo cui il risultato va desunto dai dati e non viceversa.